# Wiener Platz (Rostock)

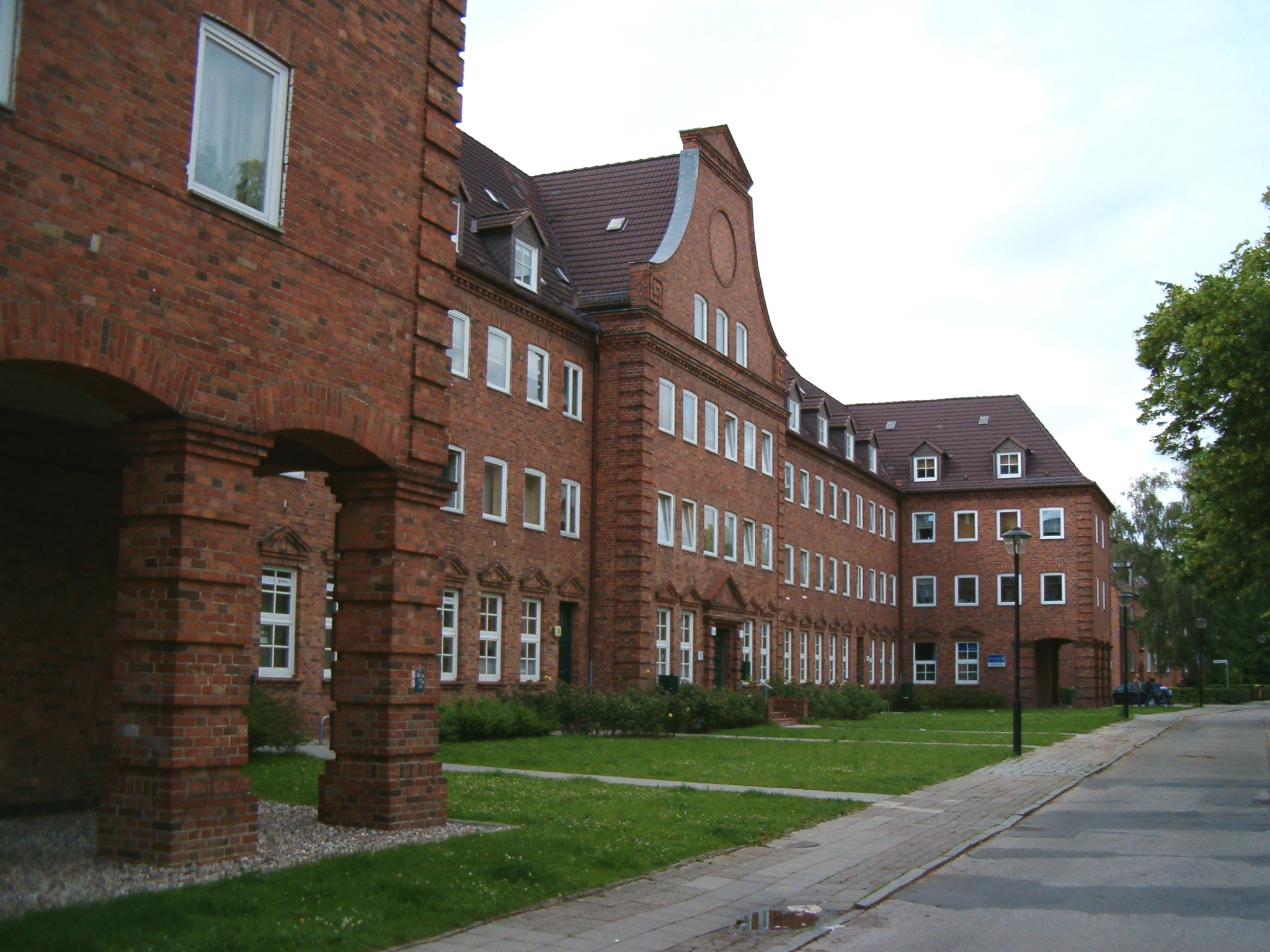
Wiener Platz (Rostock)

Der Wiener Platz ist ein Gebäudeensemble im Rostocker Stadtteil Reutershagen. Die Platzanlage befindet sich im Bereich der westlichen Stadterweiterung, die in den Jahren 1938 bis 1948 mit Unterbrechungen infolge des Zweiten Weltkriegs entstand. Das Ensemble steht unter Denkmalschutz.

## Geschichte und Architektur
Die Bebauung des Wiener Platzes und der angrenzenden Straßenzüge wurde als Ostmarkviertel von 1938 bis 1940 nach einem Entwurf von Hans Beggerow begonnen und erst 1948 vollendet. Sie besteht aus zwei- bis dreigeschossigen Backsteinbauwerken mit Ziegeldach in einer norddeutschen Variante des Heimatschutzstils. Die Häuser werden zum Teil durch Portalrisalite mit barockisierenden Schweifgiebeln betont. Durch Kolonnaden sowie Erker und Giebel wird die Platzgestaltung bereichert. Angrenzende Straßenzüge wie Innsbrucker Straße und Kantstraße sind nur zweigeschossig bebaut. Am 9. August 1941 wurde das Richtfest in Anwesenheit von Ernst Heinkel und Albert Speer gefeiert.
Ursprünglich waren die Häuser als Wohnungen für die Beschäftigten der damals schnell wachsenden Heinkel-Flugzeugwerke vorgesehen. Die Heinkelwerke in Marienehe und an der Neptunwerft waren zu Fuß oder mit der Straßenbahn erreichbar. Zur Wohnung gehörte jeweils anteilig eine Gartenparzelle am Haus und am Platz gab es Läden für den täglichen Bedarf.
Die Bauwerke werden auch heute zumeist als Wohngebäude genutzt und im Platzbereich durch Läden und Arztpraxen ergänzt. Durch die etwas versteckte, ruhige Lage westlich der Kunsthalle Rostock am Schwanenteich gehört der Wiener Platz heute zu den attraktiven innenstadtnahen Wohnbereichen in Rostock.

## Galerie

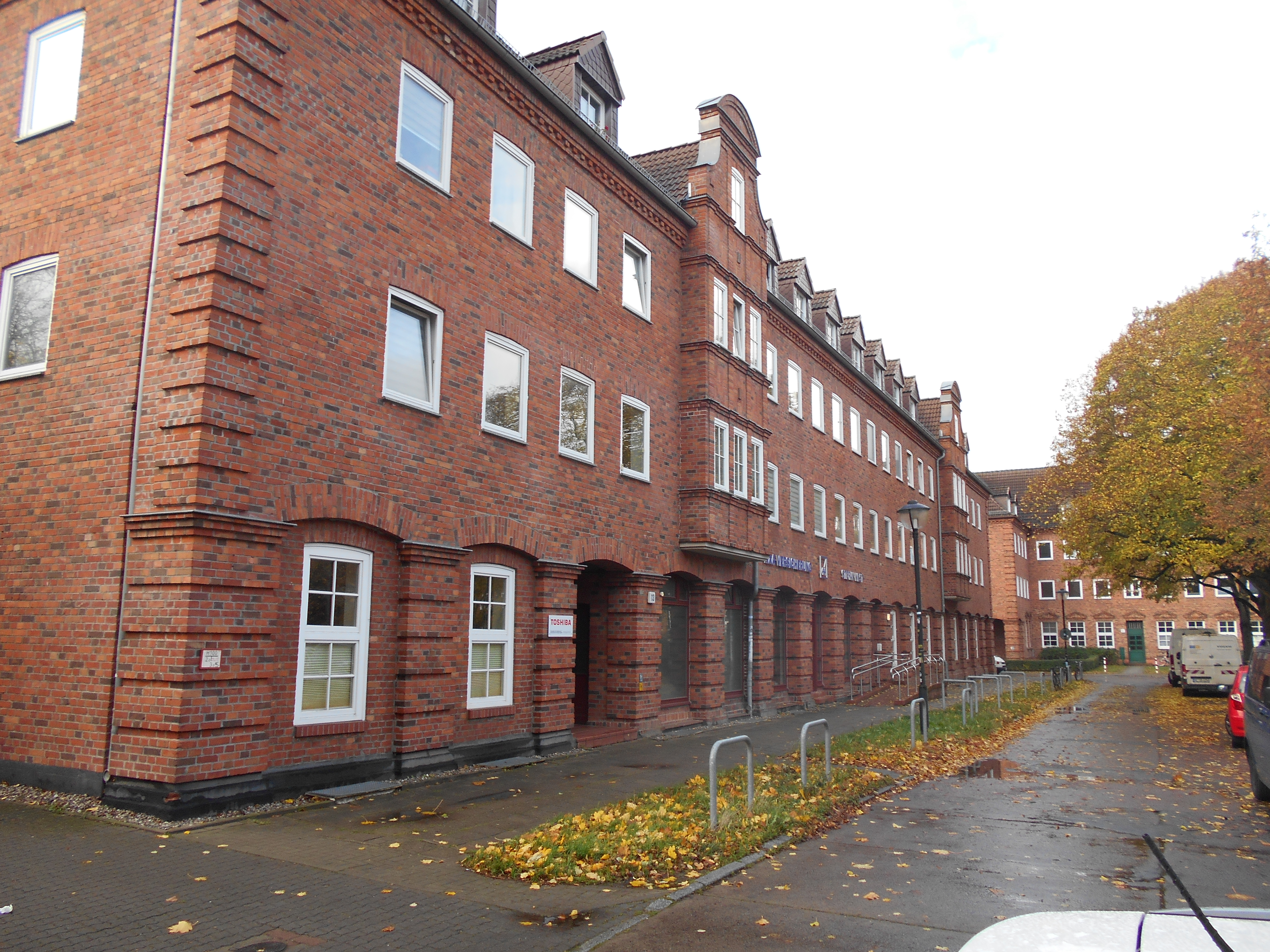
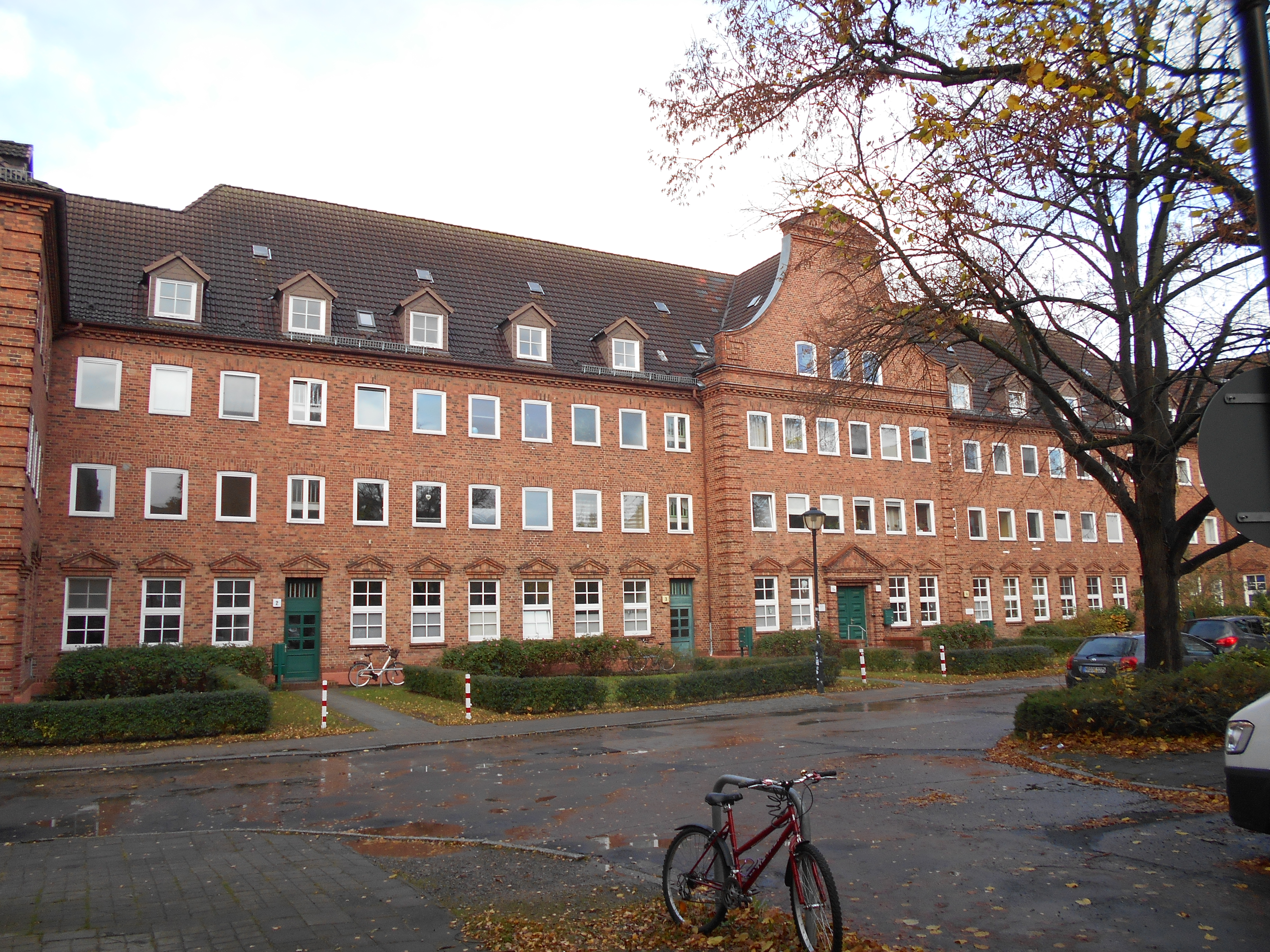
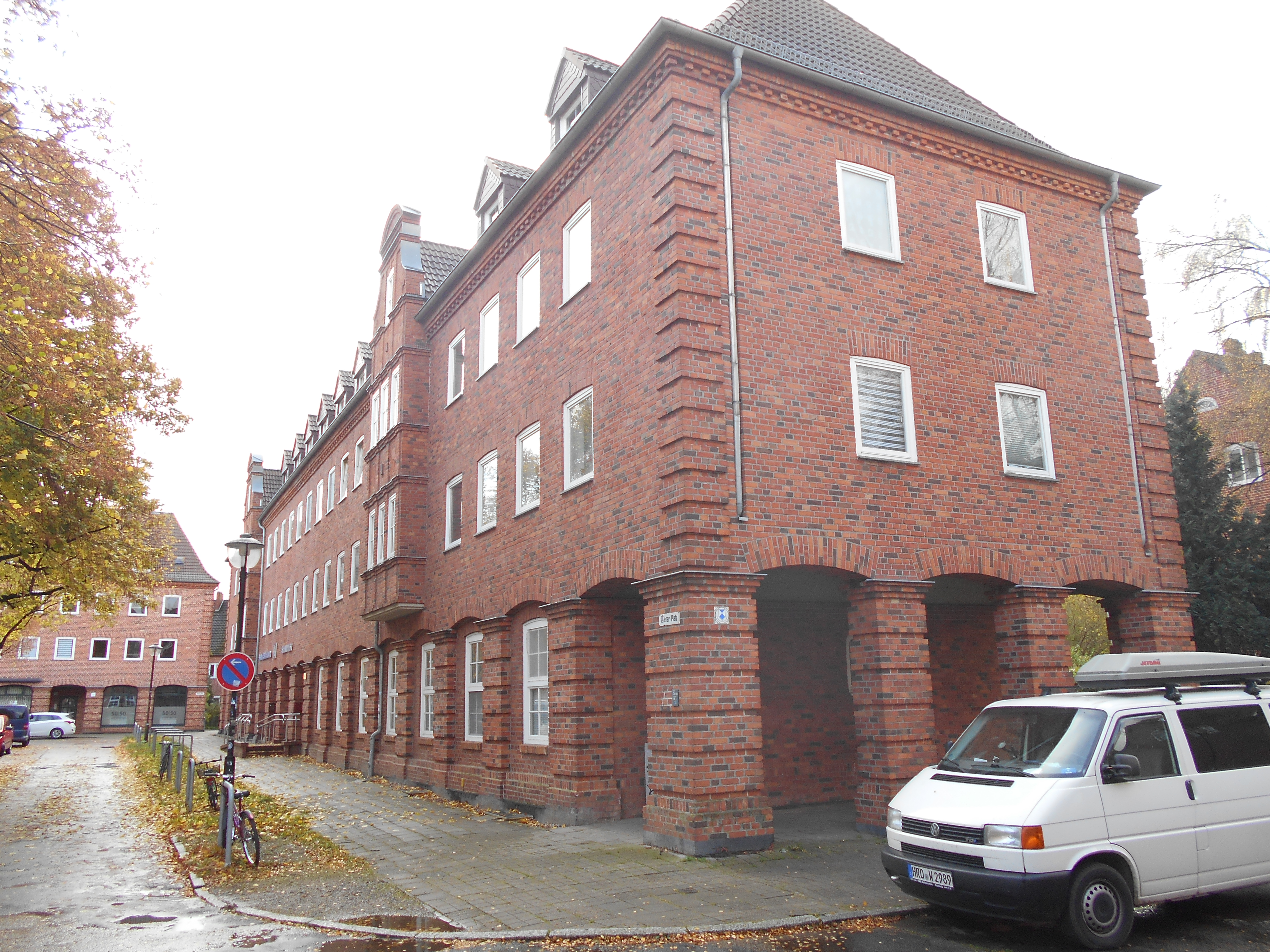
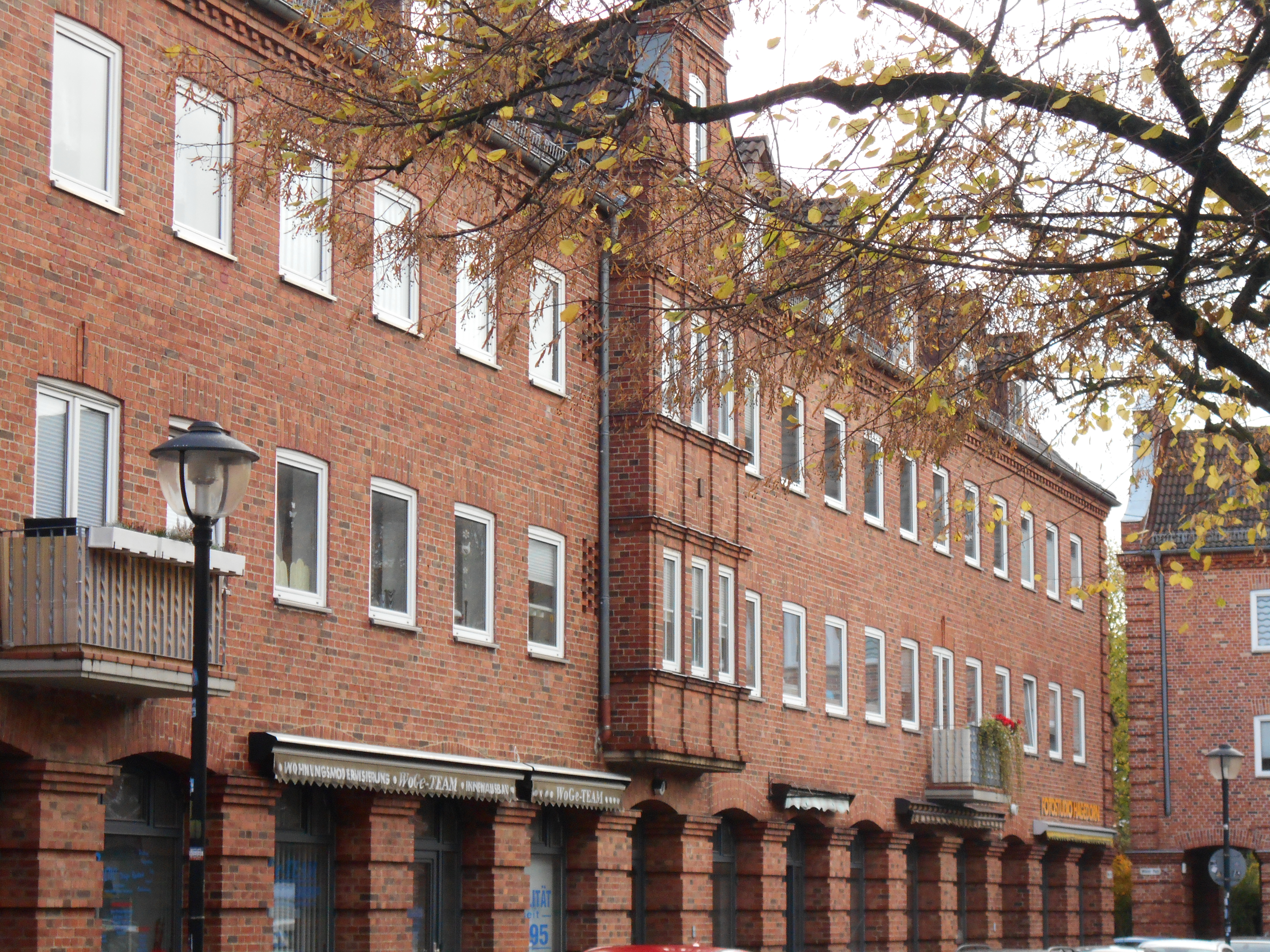
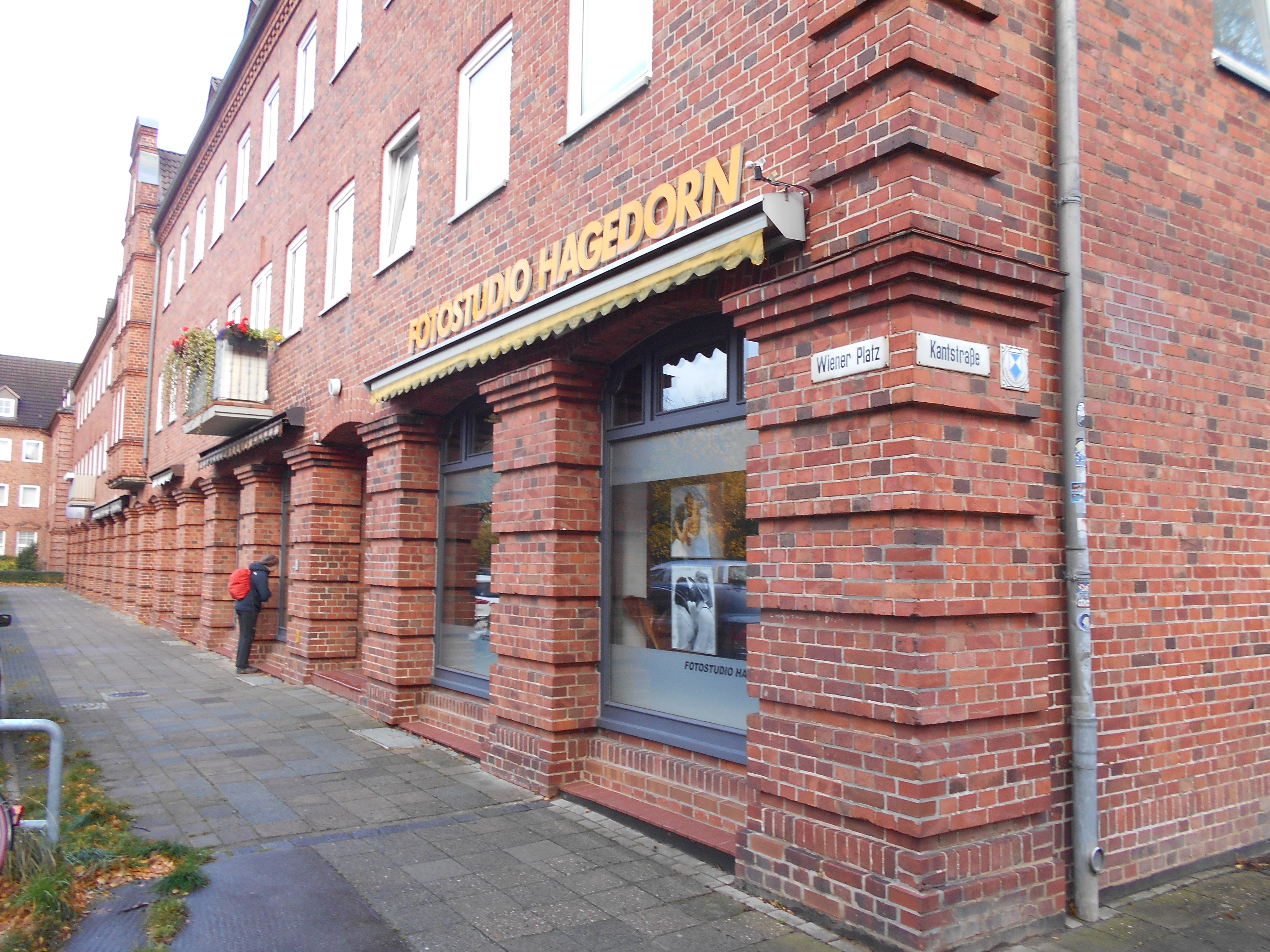